# Ōta Memorial Museum of Art (Ukiyo-e)
Le musée d'art (ukiyo-e) mémorial Ōta (浮世絵 太田記念美術館, Ukiyo-e Ōta kinen bijutsukan) ouvre ses portes dans l'arrondissement de Shibuya, à Tokyo, en janvier 1980. Il présente des expositions tournantes de l'ukiyo-e de la collection Ōta Seizo V de plus de 12 000 pièces.